# Kathedrale St. Peter und Paul (Moskau)

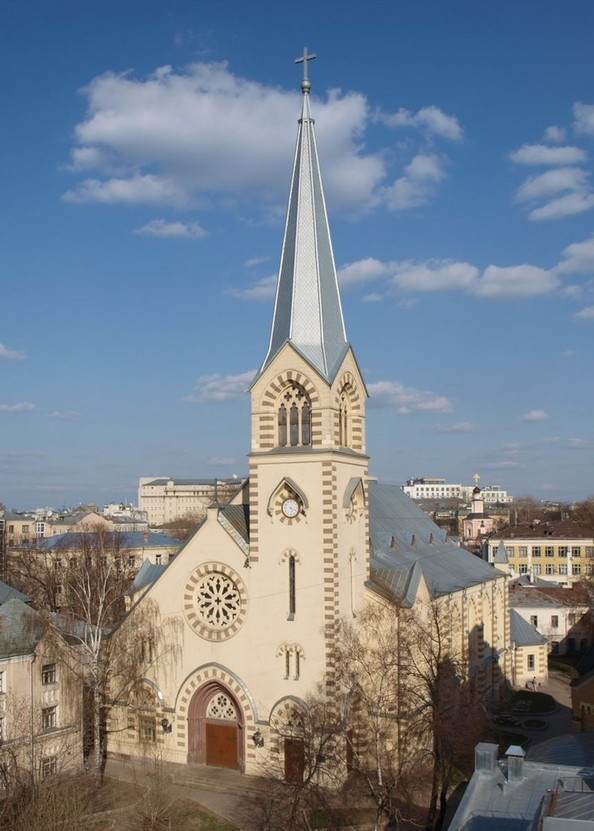
St.Peter-und-Paul-Kirche

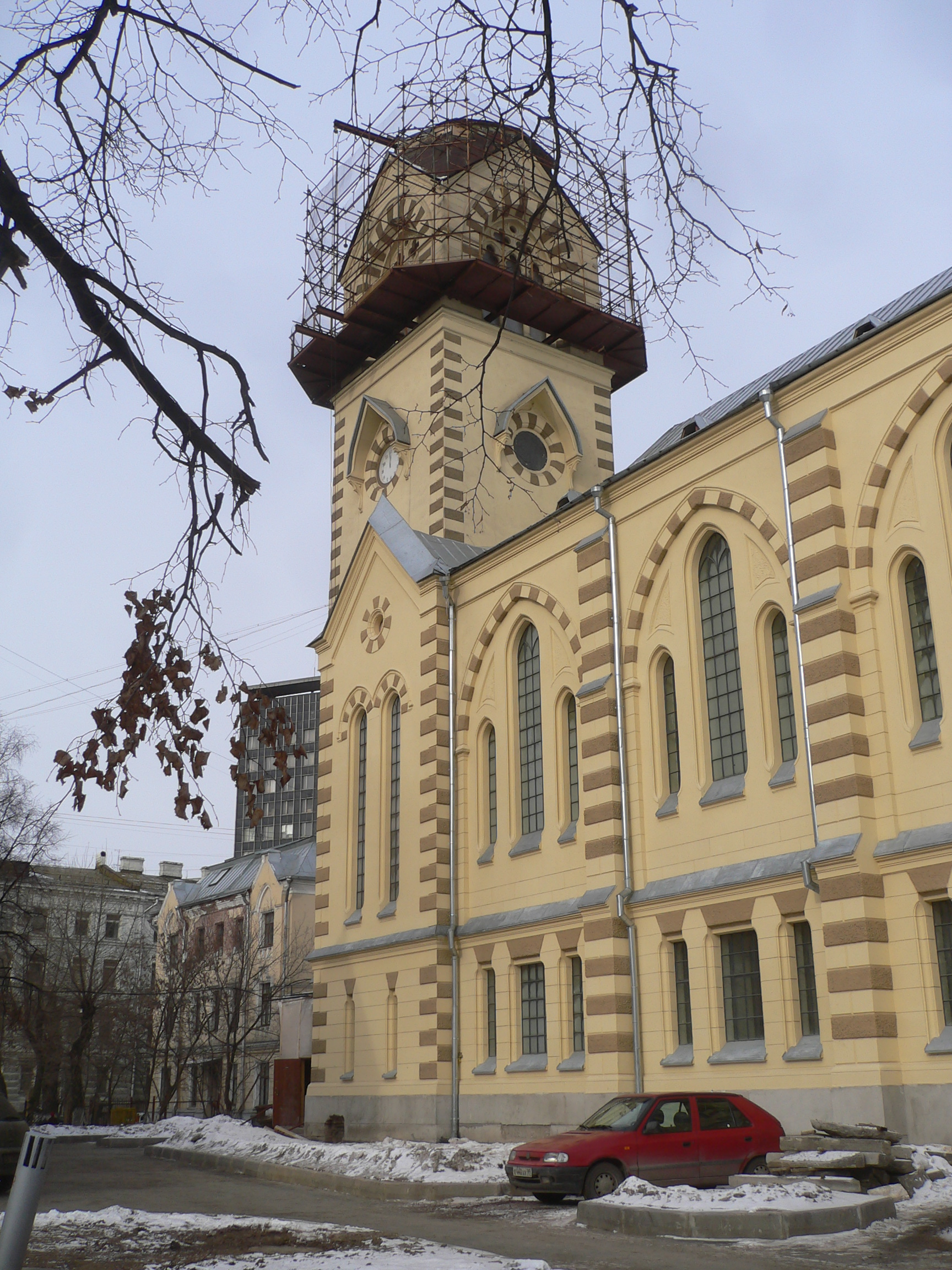
Seitenansicht mit Rekonstruktion des Turmhelms (2008)

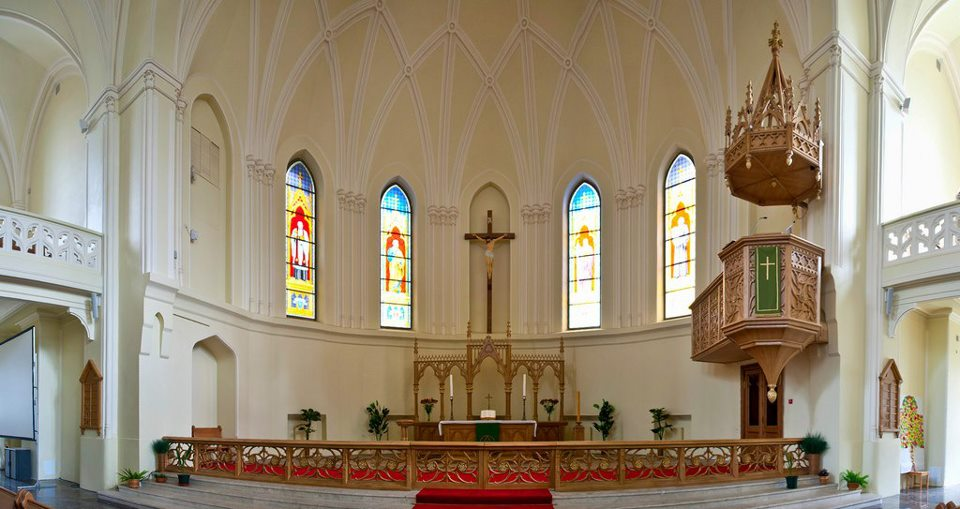
Altarbereich

Die Kathedrale St. Peter und Paul ist eine lutherische Kirche mit deutscher Tradition in Moskau. Sie war bis 2022 die Hauptkirche der Evangelisch-Lutherischen Kirche Europäisches Russland und Predigtstätte ihres Erzbischofs.

## Geschichte
In den Jahren 1694/95 entstand in Moskau neben der Michaelskirche, die 1928 zerstört wurde, eine zweite Kirche für deutsche Lutheraner. Sie wurde zunächst nur als „Neue Kirche“ bezeichnet, hieß aber offiziell St. Peter und Paul. 1711, 1737 und 1748 brannte dieses Gebäude ab, wurde aber immer wieder aufgebaut, bis es schließlich im Brand von Moskau 1812 unterging.
1817 baute die Gemeinde ein Haus in der Starosadskij-Gasse zur Kirche um, die 1819 eingeweiht wurde. Aufgrund der rapide wachsenden Gemeinde wurde diese Kirche 1860/61 umgebaut und 1903–1905 durch einen Neubau, die heutige Kirche, ersetzt. Architekt war Wiktor Kossow, nach dessen Rücktritt wurde der Bau unter Leitung von Artur Loleit fertiggestellt.
1938 wurde die Kirche durch das stalinistische Regime enteignet. Das Gebäude diente erst als Konzertsaal, später entstand hier das Kino „Arktika“. Der damalige Pastor der Peter-und-Pauls-Kirche, Alexander Streck, wurde zusammen mit dem Kirchenvorstand erschossen. Das Kirchengebäude wurde später in ein Filmstudio, „Diafilm“, umgewandelt. Dafür wurde eine Zwischendecke in das Kirchenschiff eingezogen und die Turmspitze 1957 entfernt.
Ab Mitte der 1990er Jahre erhielt die Gemeinde schrittweise wieder Zugang zum Gebäude und konnte zunächst eine Kapelle einrichten. 2004 konnte der Innenraum wiederhergestellt werden. Am 1. Adventssonntag des Jahres 2008 wurde das Gotteshaus nach siebzig Jahren wieder seiner eigentlichen Bestimmung übergeben. Am 25. Oktober 2017 wurde die Kirche der Gemeinde rückübereignet; in den angrenzenden Bauten, die einst eine Schule und ein Pfarrhaus beherbergten, sind weiterhin Einrichtungen der Geheimdienste FSO und FSB untergebracht. Die Rückübertragung des Kirchengebäudes erfolgte anlässlich der 500-Jahr-Feiern der Reformation im Jahr 2017. An der Zeremonie der Rückübertragung nahmen der EKD-Ratsvorsitzende Heinrich Bedford-Strohm und Bundespräsident Frank-Walter Steinmeier teil. Die Rückgabe der Kathedrale an die Gemeinde war Angaben des Bundespräsidialamtes zufolge nicht nur der Anlass, sondern die Voraussetzung für Steinmeiers Arbeitsbesuch in Moskau. Seit dem 8. Mai 2020 gibt es in der Kirche eine Kopie der Stalingradmadonna.

## Orgel
Da die originale Walcker-Orgel von 1892 mit 42 Registern auf 3 Manualen und Pedal nicht mehr erhalten war, erhielt die Peter-und-Pauls-Kirche die Orgel der Michaelskirche, die nach der Schließung der Kirche in eine Moskauer Bestattungsanlage gekommen war. Die Orgel wurde 1898 von der Orgelbaufirma W. Sauer in Frankfurt (Oder) als Opus 755 gebaut und 2005 durch Orgelbau Reinhard Hüfken restauriert. Sie hat 33 Register auf 3 Manualen und Pedal auf pneumatischen Kegelladen und folgender Disposition:
| I. Manual C-g3 |               |     |
| 1.             | Bordun        | 16′ |
| 2.             | Principal     | 8′  |
| 3.             | Gamba         | 8′  |
| 4.             | Flöte         | 8′  |
| 5.             | Gedackt       | 8′  |
| 6.             | Viola d’amour | 8′  |
| 7.             | Octave        | 4′  |
| 8.             | Rohrflöte     | 4′  |
| 9.             | Cornett III-V |     |
| 10.            | Trompete      | 8′  |

| II. Manual C-g3 |                  |     |
| 11.             | Lieblich Gedackt | 16′ |
| 12.             | Geigenprincipal  | 8′  |
| 13.             | Concertflöte     | 8′  |
| 14.             | Quintatön        | 8′  |
| 15.             | Dolce            | 8′  |
| 16.             | Gemshorn         | 4′  |
| 17.             | Traversflöte     | 4′  |
| 18.             | Mixtur IV        |     |
| 19.             | Clarinett        | 8′  |

| III. Manual (im Schwellkasten) C-g3 |                  |     |
| 20.                                 | Quintatön        | 16′ |
| 21.                                 | Spitzflöte       | 8′  |
| 22.                                 | Lieblich Gedackt | 8′  |
| 23.                                 | Salicional       | 8′  |
| 24.                                 | Aeoline          | 8′  |
| 25.                                 | Voix celeste     | 8′  |
| 26.                                 | Flauto dolce     | 4′  |

| Pedal C-f1 |             |     |
| 27.        | Violon      | 16′ |
| 28.        | Subbaß      | 16′ |
| 29.        | Gedacktbaß  | 16′ |
| 30.        | Octave      | 8′  |
| 31.        | Violoncello | 8′  |
| 32.        | Flöte       | 4′  |
| 33.        | Posaune     | 16′ |

- Koppeln: II/I, III/I, III/II, I/P, II/P, III/P (als Drücker unter dem I. Manual)
- Spielhilfen: Handregister, zwei freie Kombinationen, vier feste Kombinationen (Piano, Mezzoforte, Forte, Tutti), Rohrwerke an, Walze an, Schweller III. Manual (Tritt zum Einhaken), Crescendowalze.

## Glocken
Die Glocken stammen aus der 1999 entwidmeten Friedenskirche in Rheydt. Sie wurden 1957 von der Glocken- und Kunstgießerei Rincker gegossen, kamen 2005 nach Moskau und klingen in f′ (940 kg), g′ (655 kg) und b′ (470 kg).